# Алфред Вілсон (веслувальник)
Алфред Вілсон (англ. Alfred Wilson, 31 грудня 1903 — 27 жовтня 1989) — американський академічний веслувальник.
Олімпійський чемпіон 1924 року в складі вісімки.